# Herrestads härad

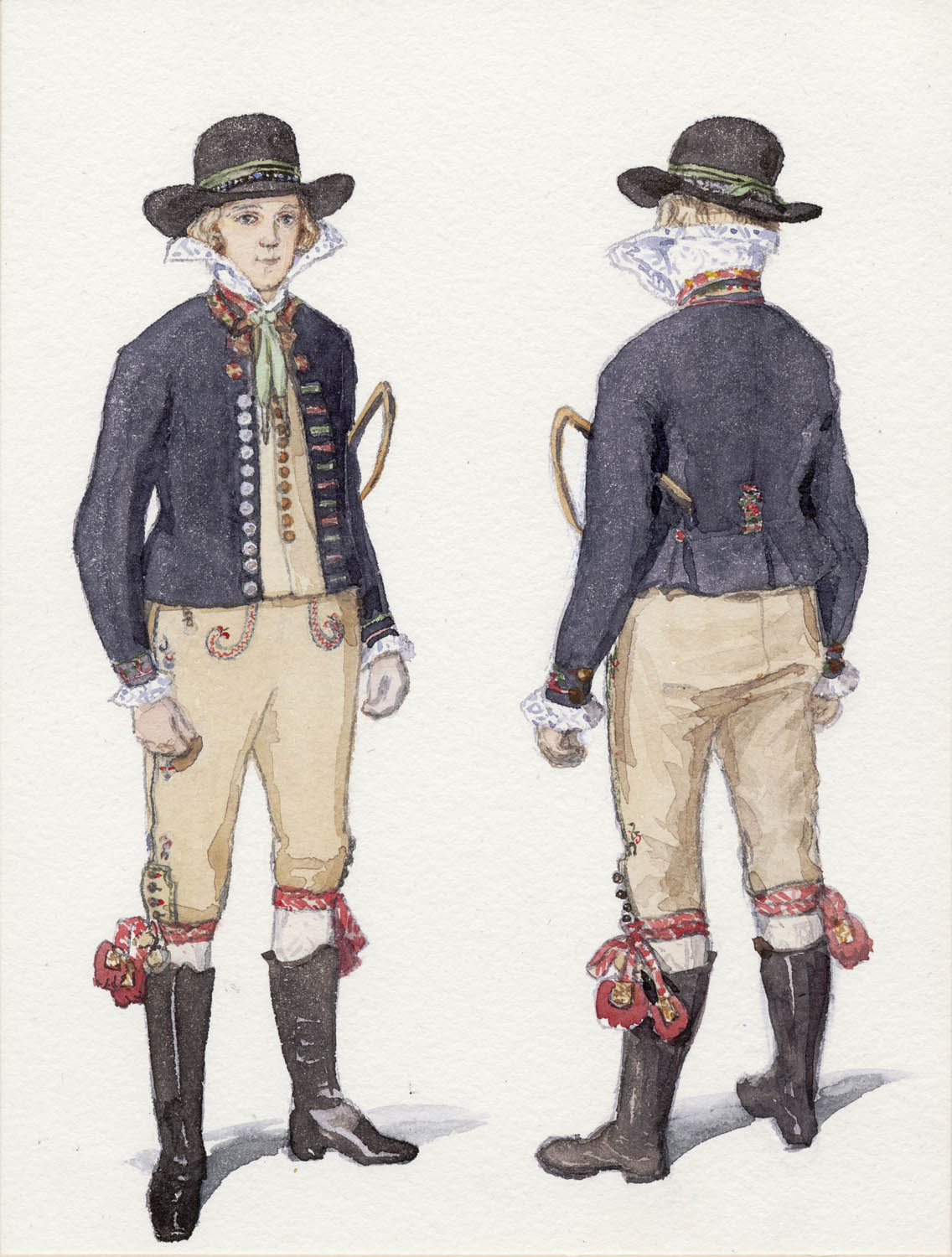
Ung man iklädd festdräkt Herrestadsdräkt.

Herrestads härad var ett härad i södra Skåne, i dåvarande Malmöhus län. Det motsvaras idag av en del av Ystads kommun. Häradets areal var 1928 177,43 kvadratkilometer varav 172,80 land. . Tingsplats var från 1878 Ystad, dessförinnan Stora Herrestad.

## Häradsvapen
Häradsvapnet fastställdes av Kungl. Maj:t den 13 augusti 1965. Blasonering: I fält av guld en blå fyrkantsharv (med röda pinnar) och däröver en blå ginstam belagd med en krona av guld.

## Socknar
I nuvarande Ystads kommun
- Baldringe
- Bjäresjö
- Borrie
- Bromma
- Hedeskoga
- Högestad
- Stora Herrestad, före 1880 delvis i Ingelstads härad
- Stora Köpinge
- Sövestad
- Öja

Samt före 1891 med områden som då övergick till Ingelstads härad
- Tranås, hela socknen
- Tryde, en del
- Övraby, en del

## Län, fögderier, tingslag, domsagor och tingsrätter
Häradet hörde mellan 1540 och 1996 till Malmöhus län. Från 1997 ingår området i Skåne län.  Församlingarna tillhör(de) Lunds stift
Häradets socknar hörde till följande fögderier:
- 1720-1873 Herrestads och Ljunits fögderi
- 1874-1917 Herrestads, Ljunits, Vemmenhögs fögderi
- 1918-1990 Ystads fögderi

Häradets socknar tillhörde följande  tingslag, domsagor och tingsrätter:
- 1691-1877 Herrestads härads tingslag i
  - 1691-1847 Ingelstads, Herrestads, Järrestads och Ljunits häraders domsaga
  - 1848-1864 Herrestads och Ljunits häraders domsaga
  - 1865-1877  Vemmenhögs, Ljunits och Herrestads häraders domsaga
- 1878-1966 Vemmenhögs, Ljunits och Herrestads häraders tingslag  i Vemmenhögs, Ljunits och Herrestads häraders domsaga
- 1967-1970 Ystads domsagas tingslag i Ystads domsaga

- 1971- Ystads domsaga